# Cienfuegosia sulfurea
Cienfuegosia sulfurea là một loài thực vật có hoa trong họ Cẩm quỳ. Loài này được (A.St.Hil.) Garcke mô tả khoa học đầu tiên năm 1860.